# 티오펜탈 나트륨
티오펜탈 나트륨은 속효성 바비튜레이트 전신 마취제이다. 이 제제는 기본적 건강관리 체제의 하한선을 제시하는 WHO-EM의 핵심 제제이다. 또한 이 제제는 미국에서 독살형에 쓰이는 세 제제 중에서 가장 많이 쓰인다.

## 같이 보기
- 펜토바르비탈

## 참고 문헌
1. ↑  Russo H, Brès J, Duboin MP, Roquefeuil B (1995). “Pharmacokinetics of thiopental after single and multiple intravenous doses in critical care patients”. 《Eur. J. Clin. Pharmacol.》 49 (1–2): 127–37. doi:10.1007/BF00192371. PMID 8751034.
2. ↑  Morgan DJ, Blackman GL, Paull JD, Wolf LJ (1981년 6월). “Pharmacokinetics and plasma binding of thiopental. II: Studies at cesarean section”. 《Anesthesiology》 54 (6): 474–80. doi:10.1097/00000542-198106000-00006. PMID 7235275.
3. ↑  “WHO Model List of Essential Medicines” (PDF). World Health Organization. March 2005. 2007년 2월 12일에 원본 문서 (PDF)에서 보존된 문서. 2006년 3월 12일에 확인함.